# Breezeline
Breezeline (anteriormente Atlantic Broadband) es el nombre comercial para las operaciones en los Estados Unidos de Cogeco Communications, que constituye el octavo operador de cable más grande de los Estados Unidos. Estados, según la cantidad de clientes del servicio de televisión atendidos. Servicios telefónicos e Internet mediante una red combinada de cable coaxial y fibra hasta las instalaciones (FTTP). Actualmente, Breezeline tiene aproximadamente 707 000 clientes de banda ancha ubicados en doce estados: New Hampshire, Maine, Connecticut, New York, Pennsylvania, Delaware, Maryland, Ohio, West Virginia, Virginia, South Carolina y Florida. La sede de la empresa se encuentra en Quincy, Massachusetts.

## Historia
Breezeline se formó como Atlantic Broadband en 2004 mediante la adquisición de regiones no estratégicas de Charter Communications, y luego creció con la adquisición de propiedades de MetroCast, G Force Cable y WOW!.
El 18 de julio de 2012, se anunció que Cogeco compraría Atlantic Broadband por 1360 millones de dólares estadounidenses.
Originalmente escindida de Charter, Atlantic en ese momento era el decimocuarto grupo de cable más grande en el mercado estadounidense, era propiedad de Abry Partners IV, LP y Oak Hill Capital (la firma de capital privado dirigida por Robert M. bajo).[cita requerida]
En 2018, Cogeco adquirió MetroCast y lo fusionó con el sistema Atlantic Broadband. Las redes de MetroCast cubrieron alrededor de 236 000 hogares y negocios en New Hampshire, Maine, Pensilvania, Maryland y Virginia y sirvieron a unos 120 000 clientes de Internet, 76 000 de cable y 37 000 de teléfono.
En 2020, Atlantic Broadband anunció que había firmado un acuerdo para adquirir Thames Valley Communications, una empresa de servicios de banda ancha que opera en el sureste de Connecticut.
El 30 de junio de 2021, se anunció que Atlantic Broadband compraría los mercados de Ohio de Columbus y Cleveland de ¡GUAU! en un acuerdo valorado en $1.125 billones de USD ¡El WOW! Los sistemas de banda ancha de Ohio, Atlantic Broadband, comprarán pases para aproximadamente 688 000 hogares y negocios en Cleveland y Columbus y darán servicio a aproximadamente 196 000 clientes de Internet, 61 000 de video y 35 000 de telefonía, a partir del 31 de marzo de 2021.
El 1 de septiembre de 2021, Atlantic Broadband cerró la transacción para adquirir los mercados de Ohio de WOW!
En enero de 2022, la empresa anunció que adoptaría la nueva marca "Breezeline", ya que el nombre de Atlantic Broadband no refleja con precisión el alcance geográfico actual del proveedor.

## Disponibilidad de Internet por estado
| estado         | Población cubierta por Breezeline! | Velocidad máxima de Internet ofrecida |
| -------------- | ---------------------------------- | ------------------------------------- |
| Alabama        | 3,114                              | 1000Mbit/s                            |
| Connecticut    | 141,341                            | 1000Mbit/s                            |
| Delaware       | 52,295                             | 1000Mbit/s                            |
| Florida        | 271,212                            | 1000Mbit/s                            |
| Maine          | 33,061                             | 1000Mbit/s                            |
| Maryland       | 231,522                            | 1000Mbit/s                            |
| Mississippi    | 274,971                            | 1000Mbit/s                            |
| New Hampshire  | 157,090                            | 1000Mbit/s                            |
| New York       | 10,881                             | 1000Mbit/s                            |
| Ohio           | 1,521,373                          | 1000Mbit/s                            |
| Pennsylvania   | 457,177                            | 1000Mbit/s                            |
| South Carolina | 131,510                            | 1000Mbit/s                            |
| Virginia       | 100,998                            | 1000Mbit/s                            |
| West Virginia  | 37,638                             | 1000Mbit/s                            |